# Kryminalistyka

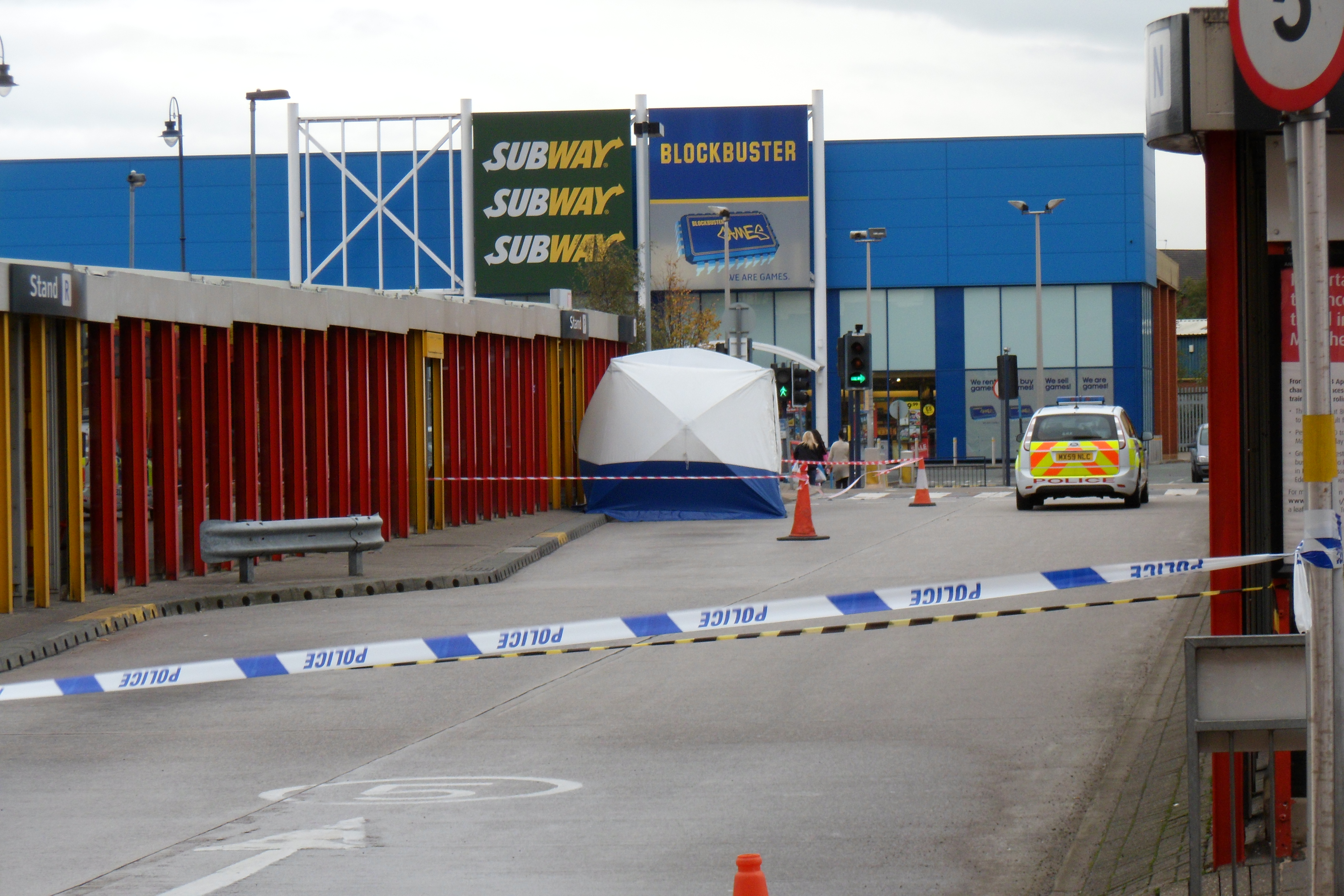
Miejsce znalezienia zwłok na dworcu autobusowym w Ashton-under-Lyne (Anglia)

Kryminalistyka – nauka o taktycznych zasadach i sposobach oraz o technicznych metodach i środkach rozpoznawania, a także wykrywania prawnie określonych, ujemnych zjawisk społecznych, a w szczególności przestępstw i ich sprawców oraz udowadniania istnienia lub braku związku między osobami a zdarzeniami.
W kryminalistyce wyróżnia się cztery podstawowe dziedziny:
- taktyka kryminalistyczna,
- technika śledcza (technika kryminalistyczna),
- strategia kryminalistyczna,
- metodyka kryminalistyczna.

## Funkcje i zasady kryminalistyki
Kryminalistyka ma również cztery podstawowe funkcje:
- rozpoznawcza – mająca za zadanie wypracowanie metod oraz środków zbierania i analizowania informacji o działaniach kryminalistycznych[2] (zarówno obecnych, jak i przyszłych) za pomocą różnych typów rozpoznania (terenowe, środowiskowe, problemowe oraz osobowe)[3];
- wykrywcza – realizuje główny cel całej kryminalistyki, tj. wykrycie sprawcy, jego narzędzi i sposobów dokonania przestępstwa poprzez zebranie, ocenę i analizę informacji, przy pomocy wiedzy metod technik opracowanych przez funkcję rozpoznawczą kryminalistyki[2][4];
- dowodowa – czyli udowodnienie hipotez wysuniętych przez dwie wyżej opisane funkcje oraz zebranie niepodważalnych dowodów procesowych (m.in. poprzez: oględziny, eksperymenty kryminalistyczne, przeszukania, przesłuchania, okazania, konfrontacje oraz ekspertyzy)[4];
- zapobiegawcza (inaczej profilaktyczna) – ma za zadanie opracowanie zasad prewencji kryminalnej, skupia się ona zarówno na czynnikach zagrażających, czynnikach zagrożonych, jak i na okolicznościach wzmagających ewentualne zagrożenie[5][6].

Aby móc sprawnie realizować powyższe funkcje, kryminalistyka musiała wypracować wiele rządzących nią zasad:
- Etyka zawodowa – najważniejsza z zasad. Nakazuje ona prowadzenia wszelakich badań i działań kryminalistycznych w sposób w pełni zgodny z ogólnoprzyjętym w danym społeczeństwie systemem wartości, a także ochronę tego systemu. Bezpośrednio powiązana jest z nią zasada praworządności, która nakazuje postępowanie ściśle według obowiązujących przepisów prawa. Zasada ta bardzo często pokrywa się z etyką zawodową, choć zdarzają się pewne wyjątki w tej regule. Istnieją bowiem zachowania, które są w pełni zgodne z prawem, a jednak uznaje się je za nieetyczne. Zgodnie z nadrzędnością etyki nad wszystkimi innymi zasadami kryminalistyki, działania takie nie powinny być realizowane[7].
- Zasada humanizmu – nakazuje, aby każda podejmowana działalność służyła człowiekowi oraz szanowała jego godność osobistą. Bezpośrednio powiązana jest z nią zasada humanitaryzmu, nakazująca takie prowadzenie działań kryminalistycznych, które redukuje do minimum wszystkie dolegliwości oraz stres u człowieka, wobec którego toczy się postępowanie[7].
- Zasada obiektywizmu – nakazuje, aby wszelkie badania i działania kryminalistyczne były pozbawione stronniczości (np. uprzedzeń do osób w danym postępowaniu). Bezpośrednio powiązana jest z nią zasada prawdy materialnej (zwanej też prawdą obiektywną), która nakazuje stosowania w kryminalistyce wyłącznie metod i środków, pozwalających na uzyskanie rzeczywistych wyników[8].
- Zasada szybkości działania – nakazuje stosowania w kryminalistyce takich metod i środków, które pozwalają na uzyskanie pozytywnych rezultatów w jak najkrótszym czasie, ponieważ upływ czasu powoduje zazwyczaj naturalny zanik śladów, a także zatarcie pamięci ludzkiej, w związku z czym działa on na korzyść sprawcy zdarzenia (zwiększa szanse na uniknięcie przez niego odpowiedzialności karnej)[9].
- Zasada celowości – nakazuje, aby wszystkie badania i działania kryminalistyczne prowadziły do osiągnięcia konkretnego rezultatu. Bezpośrednio powiązana jest z nią zasada dokładności, która nakazuje skrupulatne i staranne prowadzenie badań i działań[9].
- Zasada wszechstronności (badań i poszukiwań) – nakazuje prowadzenia badań i działań kryminalistycznych we wszystkich kierunkach, które pojawiają się w danej sprawie. Zakazuje ona zatem domyślne odrzucanie jakichkolwiek możliwości jej rozwiązania (np. wykluczania z grona podejrzanych krewnych ofiary albo osób o wysokim statusie społecznym)[9].
- Zasada tajności – zakazuje ujawniania stosowanych metod i środków, a także informacji oraz jej źródeł, poza koniecznością uzasadnioną względami formalnymi lub prawnymi. Zasada ta wynika z konieczności zapewnienia skuteczności działań (np. skrywanie czasu oraz miejsca zasadzki), ochrony dóbr osobistych (brak pewności w toku śledztwa, czy to właśnie dana osoba jest sprawcą) oraz względami wychowawczymi (ujawnianie drastycznych szczegółach o niektórych zbrodniach mogłoby wpłynąć na porządek publiczny)[9].
- Zasada organizacji walki – nakazuje, aby wszystkie badania i działania kryminalistyczne (będące w dużej mierze walką z przestępczością) były dobrze zorganizowane, w celu zwiększenia ich skuteczności[10].
- Zasada dokumentacji czynności – nakazuje, aby wszystkie badania i działania kryminalistyczne były dokładnie utrwalane (dokumentowane) w sposób, który przewiduje prawo procesowe (tj. protokoły)[10][11].

## Historia kryminalistyki
Początki kryminalistyki sięgają XIX wieku. Już od swojego powstania była ona ściśle związana z wieloma innymi dziedzinami wiedzy, zwłaszcza z kryminologią, medycyną sądową, a z czasem także z fotografią. Z czasem techniki śledcze stawały się bardziej skomplikowane i zarazem bardziej skuteczne w wykrywaniu sprawców. Przełomowym dla kryminalistyki było ostatnie dziesięciolecie XIX wieku, w którym upowszechniły się prace trzech uczonych, uważanych do dzisiaj za twórców nowoczesnej kryminalistyki, tj.: Alphonse Bertillon (twórca antropometrii oraz fotografii śledczej), Francis Galton (twórca daktyloskopii) oraz Hans Gross (twórca metodyki pracy sędziego śledczego).

## Polska kryminalistyka w dwudziestoleciu międzywojennym
Przed odzyskaniem przez Polskę niepodległości największe zasługi w rozwoju kryminalistyki wnieśli medycy sądowi. Do grona pionierów zaliczyć należy Leona Wachholza, Jana Olbrychta oraz Wiktora Grzywo-Dąbrowskiego, którzy przede wszystkim przeprowadzali badania kryminalistyczne dla organów bezpieczeństwa oraz wymiaru sprawiedliwości.

### Działania Policji Państwowej
Działalność nowo utworzonej Policji Państwowej i stawiane przed nią określone zadania dotyczyły przede wszystkim zapewnienia porządku i bezpieczeństwa publicznego, a także walki z przestępczością kryminalną. Do realizacji tego ostatniego zadania była służba śledcza, która stanowiła specjalny pion w strukturze Policji Państwowej.
Wyszkoleni specjaliści w zakresie zapobiegania przestępstwom, ich ujawniania i ścigania koncentrowali się przede wszystkim na prowadzeniu:
- dochodzeń policyjnych w sprawach przestępstw karnych wymagających kompetentnego przygotowania i środków technicznych;
- wywiadu policyjnego z polecenia władz administracyjnych;
- arkuszy informacyjnych zawodowych przestępców;
- albumu fotograficznego przestępców;
- rejestracji poszukiwanych na podstawie „Gazety Śledczej”;
- ewidencji osób pozostających pod dozorem policji.

W wypadku otrzymania zawiadomienia o popełnieniu morderstwa jednostki śledcze Policji Państwowej udawały się bezzwłocznie na miejsce wypadku i dokonywały przede wszystkim oględzin ciała i stwierdzali zgon.
Kierownik Laboratorium Kryminalistycznego Centrali Służby Śledczej przy Komendzie Głównej PP latach 1931-1937, inspektor Władysław Sobolewski, został określony mianem ojca polskiej kryminalistyki.

### Rozwój polskiej nauki kryminalistyki

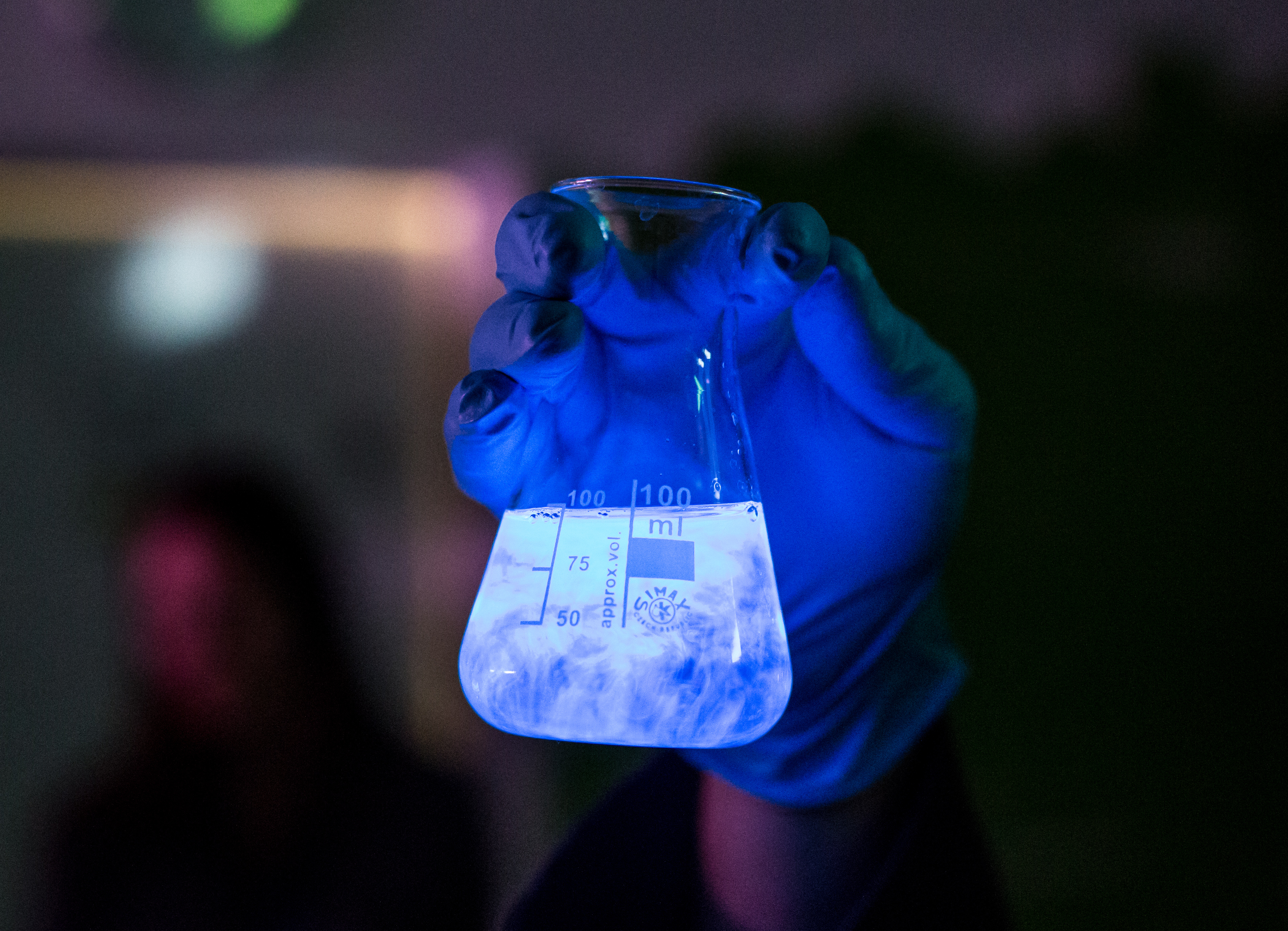
Świecenie luminolu w teście na obecność krwi, laboratorium Centrum Nauki Kopernik

W Polsce oraz innych krajach w latach dwudziestych i trzydziestych XX wieku, kiedy w pełni rozwinęły się wspomniane nauki, ukazywało się kilka czasopism, w których publikowano wyniki najnowszych badań naukowych zawierających wiele cennych materiałów, wskazówek i zasad określających sposoby postępowania w kierunku zdemaskowania sprawcy. Osobną grupą były monografie, studia i podręczniki dla pracowników wymiaru sprawiedliwości oraz służb strzegących bezpieczeństwa wewnętrznego. Publikacje tego typu miały wskazywać właściwe metody działania w walce z przestępczością, wdrażać najnowsze osiągnięcia nauki do praktyki i codziennej pracy oraz stale edukować wspomniane służby w imię maksymy, że funkcjonariusz powinien być zawsze krok do przodu w rywalizacji z przestępcą.
Założone przez prof. Wacława Makowskiego w 1933 r. „Archiwum Kryminologiczne” – kwartalnik poświęcony kryminologii, kryminalistyce i prawu karnemu – było pismem, które wypełniło lukę istniejącą w tej dziedzinie nauki. Polska literatura kryminologiczna w pierwszej połowie lat trzydziestych wzbogacona została wydawnictwem, które stworzyło możliwość publikacji wielu przełomowych wyników badań z kryminologii i kryminalistyki. Zadanie temu redakcja zamierzała sprostać przez „wszechstronne opracowanie naukowe problematów walki z przestępczością, budowanie trwałych podstaw naukowych, na których praktyczna i celowa działalność społeczna mogłaby oprzeć skuteczną prace nad zapewnieniem ładu współżycia”.
W pierwszym zeszycie ukazało się wiele artykułów m.in. W. Makowskiego. Na marginesie komentarza do kodeksu karnego, J. Piątkiewicza, J. Jakubca Daktyloskopia czy alibi, H. Strasmana Monodaktyloskopia, Battlea, L. Rabinowicza Belgijskie zakłady zabezpieczające. „Archiwum Kryminologiczne” ukazało się trzykrotnie (T.1 1933/34, T.2 1935 i 1937, T.3 1939). Każdy tom składał się z podwójnych zeszytów, z wyjątkiem dwóch pierwszych, które ukazały się osobno. Na przestrzeni lat 1933–1939 r. redakcja wydała sześć zeszytów, na łamach których publikowano prace naukowe z kryminologii, kryminalistyki, prawa karnego, zawierające materiały fotograficzne, szkice, rysunki oraz wykresy. Oprócz tego w piśmie prezentowano przegląd orzecznictwa Sądu Najwyższego dotyczącego prawa karnego materialnego i procesowego. Redaktorem czasopisma był uczeń i współpracownik profesora Wacława Makowskiego, doktor Stanisław Batawia.